# اجا ويلسون
اجا ويلسون (مواليد 8 أغسطس 1996) هي لاعبة كرة سلة أمريكية، فازت بالميدالية الذهبية في أولمبياد 2020 و بذهبية بطولة العالم 2018 مع منتخب الولايات المتحدة الأمريكية.